# Talkin' 'bout a Revolution
"Talkin' bout a Revolution" is een nummer van de Amerikaanse singer-songwriter Tracy Chapman. Het nummer verscheen op haar naar zichzelf vernoemde debuutalbum uit 1988. Op 15 augustus dat jaar werd het nummer wereldwijd uitgebracht als de tweede single van het album.

## Achtergrond
"Talkin' bout a Revolution" is geschreven door Chapman zelf en geproduceerd door David Kershenbaum. Het nummer heeft een politieke lading. Alhoewel het niet zo succesvol was als de voorgaande single "Fast Car", bereikte de plaat toch wereldwijd de hitlijsten. In thuisland de Verenigde Staten werd de 75e positie behaald in de Billboard Hot 100 en stond  in zowel de Alternative Songs- en de Mainstream Rock-lijsten in de top 30. In Canada werd de 42e positie bereikt, Australië de 66e, Nieuw-Zeeland de 32e,  Frankrijk de 32e, Oostenrijk de 29e, de Eurochart Hot 100 de 78e en in het Verenigd Koninkrijk de 85e positie in de UK Singles Chart. 
In Nederland werd de plaat eind zomer 1988 veel gedraaid op Radio 3 en werd het Chapman's grootste hit in de destijds twee landelijke hitlijsten op de nationale publieke popzender. In de Nederlandse Top 40 werd de 21e positie bereikt en piekte op de 18e positie in de Nationale Hitparade Top 100. 
In België bereikte de plaat een bescheiden 36e positie in de voorloper van de Vlaamse Ultratop 50 en piekte op een 25e positie in de Vlaamse Radio 2 Top 30. In Wallonië werd géén notering behaald.
"Talkin' bout a Revolution" is gecoverd door onder meer Leatherface, Living Colour en Reel Big Fish. In 2011 werd de originele versie een hit in Tunesië, nadat de plaat vaak op de radio werd gedraaid tijdens de Jasmijnrevolutie. In 2016 gebruikte Bernie Sanders de plaat tijdens zijn campagne voor de Amerikaanse presidentsverkiezingen.
In de sinds december 1999 jaarlijks uitgezonden NPO Radio 2 Top 2000 van de Nederlandse publieke radiozender NPO Radio 2 stond de plaat in 2018 voor het eerst genoteerd in de lijst der lijsten, met als hoogste notering tot nu toe een 1461e positie in 2023.

## Hitnoteringen

### Nederlandse Top 40
| Hitnotering: 03-09-1988 t/m 24-09-1988 | Hitnotering: 03-09-1988 t/m 24-09-1988 | Hitnotering: 03-09-1988 t/m 24-09-1988 | Hitnotering: 03-09-1988 t/m 24-09-1988 | Hitnotering: 03-09-1988 t/m 24-09-1988 | Hitnotering: 03-09-1988 t/m 24-09-1988 |
| Week                                   | 1                                      | 2                                      | 3                                      | 4                                      |                                        |
| -------------------------------------- | -------------------------------------- | -------------------------------------- | -------------------------------------- | -------------------------------------- | -------------------------------------- |
| Positie                                | 28                                     | 22                                     | 21                                     | 30                                     | uit                                    |

### Nationale Hitparade Top 100
| Hitnotering: 20-08-1988 t/m 22-10-1988 | Hitnotering: 20-08-1988 t/m 22-10-1988 | Hitnotering: 20-08-1988 t/m 22-10-1988 | Hitnotering: 20-08-1988 t/m 22-10-1988 | Hitnotering: 20-08-1988 t/m 22-10-1988 | Hitnotering: 20-08-1988 t/m 22-10-1988 | Hitnotering: 20-08-1988 t/m 22-10-1988 | Hitnotering: 20-08-1988 t/m 22-10-1988 | Hitnotering: 20-08-1988 t/m 22-10-1988 | Hitnotering: 20-08-1988 t/m 22-10-1988 | Hitnotering: 20-08-1988 t/m 22-10-1988 | Hitnotering: 20-08-1988 t/m 22-10-1988 |
| Week                                   | 1                                      | 2                                      | 3                                      | 4                                      | 5                                      | 6                                      | 7                                      | 8                                      | 9                                      | 10                                     |                                        |
| -------------------------------------- | -------------------------------------- | -------------------------------------- | -------------------------------------- | -------------------------------------- | -------------------------------------- | -------------------------------------- | -------------------------------------- | -------------------------------------- | -------------------------------------- | -------------------------------------- | -------------------------------------- |
| Positie                                | 90                                     | 66                                     | 33                                     | 20                                     | 18                                     | 27                                     | 38                                     | 52                                     | 73                                     | 97                                     | uit                                    |

### NPO Radio 2 Top 2000
| Nummer met noteringen in de NPO Radio 2 Top 2000 | '18  | '19 | '20  | '21  | '22  | '23  | '24  |
| ------------------------------------------------ | ---- | --- | ---- | ---- | ---- | ---- | ---- |
| Talkin' 'bout a Revolution                       | 1804 | -   | 1529 | 1468 | 1567 | 1461 | 1596 |

1. ↑  Een '-' betekent dat het nummer niet was genoteerd en een vetgedrukt getal geeft de hoogste notering aan.
2. ↑  2018 was het eerste jaar met een notering voor dit nummer.